# 1927年のメジャーリーグベースボール
以下は、メジャーリーグベースボール（MLB）における1927年のできごとを記す。
1927年4月12日に開幕し10月8日に全日程を終え、ナショナルリーグはピッツバーグ・パイレーツが2年ぶり6度目の優勝、アメリカンリーグはニューヨーク・ヤンキースが2年連続5度目の優勝を果たした。
ワールドシリーズはニューヨーク・ヤンキースが4勝0敗でピッツバーグ・パイレーツを破り、2度目のシリーズ制覇となった。
1926年のメジャーリーグベースボール - 1927年のメジャーリーグベースボール - 1928年のメジャーリーグベースボール

## できごと
アメリカンリーグは、開幕からヤンキースが首位を独走し110勝で勝率.714を上げて、2位アスレチックスに19ゲーム差をつけた。一方ナショナルリーグは、パイレーツが前年優勝のカージナルスとジャイアンツに競り勝った。ワールドシリーズは段違いの戦力差でヤンキースが4連勝でパイレーツを退けた。

### 史上最強のチーム
アメリカンリーグのニューヨーク・ヤンキースは、後年この1927年のチームがメジャーリーグ史上最強のチームと謳われている。チーム打率.307、チーム長打率.489、チーム防御率3.20をあげて、しかも主砲ベーブ・ルースが本塁打60本・打点164・打率.356、ルー・ゲーリッグが本塁打47本・打点175・打率.373でルースが本塁打王と最多得点、ゲーリッグが打点王とリーグMVPを獲得し、他にボブ・ミューゼル外野手は打率.337・打点103、トニー・ラゼリも打率.309・本塁打18本（リーグ3位）・打点102を記録し、アール・コームスは打率.356で231安打は1986年にドン・マッティングリーが破るまでチーム記録であった。しかもこの年の殺人打線はスピードも大きな武器で、ミューゼルは盗塁24、ラゼリも盗塁22を挙げている。チーム全体の本塁打数158本・三塁打数103本であった。
この年の本塁打競争は実は8月15日時点(112試合消化)では、ゲーリッグ38本・ルース36本でゲーリッグが2本リードしていたのが、その後の42試合でルースが24本打ったのに対しゲーリッグが9本に留まった結果であった。
そして投手陣は ウェイト・ホイト22勝(最多勝利数)、ハーブ・ペノック19勝、アーバン・ショッカー18勝、ウィルシー・ムーア19勝・防御率2.28(最優秀防御率)で、この他に10勝以上が2人いた豪華な陣容であった。

### ポイズン・ブラザーズ
ナショナルリーグのピッツバーグ・パイレーツにはパイ・トレイナーの他に、ポール・ウェイナーとロイド・ウェイナーの兄弟がいた。兄ポールは前年にピッツバーグ・パイレーツからデビューしいきなり.336の打率を残し、翌1927年に弟のロイドが入団し、『ポイズン・ブラザーズ』として名を馳せた。どちらも小柄で右投げ左打ちであり、攻守走三拍子そろった外野手で兄はライトを守り、弟はセンターを守った。打順は弟は1番、兄は3番であった。当時兄ポールは「ビッグ・ポイズン」、弟ロイドは「リトル・ポイズン」と呼ばれ、この年に兄ポールが打率.380・打点131で首位打者、打点王の二冠を獲得してリーグMVPとなり、弟ロイドは得点133で最多得点となり223安打(兄ポールは237安打でリーグ最多安打)を打ってルーキー最多安打数(現在もナショナルリーグ記録である)を記録して、チームとしては戦力は揃っていた。しかし打線全体のスケールはヤンキースと比べ物にならないほど格差があった。

### カッブとスピーカーの八百長疑惑事件とジョンソン会長の退陣
前年のシーズン終了後に起こったタイ・カッブとトリス・スピーカーの八百長疑惑事件の発端は、1926年のシーズン終了後の10月にデトロイト・タイガースのフランク・ナヴィン球団社長が選手兼監督のタイ・カッブの監督解任を発表し、続いて11月2日にタイ・カッブ自身が野球界からの引退を声明し、そして1ヶ月後の12月2日にクリーブランド・インディアンスのトリス・スピーカーも監督を解任された後に、12月21日になってMLBコミッショナーのケネソー・マウンテン・ランディス判事が、1919年のタイガース対インディアンスのゲームで八百長があったとの告発を受けて、トリス・スピーカー、タイ・カッブ、そしてクリーブランド・インディアンスの元投手スモーキー・ジョー・ウッドの3名を極秘裏に審問していることを発表したことにより、事件として注目を集めた。
これはデトロイト・タイガースの元投手ダッチ・レナードがアメリカンリーグ会長バン・ジョンソンに、タイ・カッブとジョー・ウッドからとする2通の手紙を提出したことがその最初で、その手紙にはレナードとカッブ(タイガース側)、スピーカーとウッド(インディアンス側)の4人が1919年のシーズン終盤のタイガース対インディアンス戦で八百長を仕組んだとするもので、インディアンスがシーズン2位が決定した後にタイガースを3位に確保させるためにタイガースに勝たせてほしいとする申し出をスピーカーが承諾を与えたとしている。これに対してスピーカーは、レナードが1年前にタイガースからトレードで出されたことに関して感情的な反発からカッブやスピーカーらを恨んでいる、と反論してタイ・カッブは「ジョンソン会長が手紙をねつ造してレナードに2万ドル払っている」と言い出して会長を激しく告発した。
ダッチ・レナードは証人としてコミッショナー事務局へ出頭することを拒み、ランディス判事は結局1927年1月27日にカッブとスピーカーに対して無罪の裁定を下し、ウッドについてはこの時にはすでに引退していたため何ら言及せず、レナードについてはコミッショナー事務局に出頭しなかったことを非難した。そしてこれより先に1月8日にアメリカンリーグ会長バン・ジョンソンはその職を辞任した。1901年にアメリカンリーグをメジャーリーグとして発展させ、1920年のブラックソックス事件までは強大な力を振るったこのメジャーリーグ中興の祖はコミッショナーとの抗争に晩年の精力を使い果たして、最後はリーグ内の味方までも敵に回してしまい寂しく球界を去った。
タイ・カッブは事件が決着した後の1927年2月に尊敬していたコニー・マックの熱心な説得を受けてアスレチックスへの移籍し、打率.357の好成績を残し、史上初の通算4000本安打を達成した。トリス・スピーカーもインディアンスを去り、この年はワシントン・セネタースでプレーし打率.327を残した後に、翌1928年にアスレチックスへの移籍してタイ・カッブと同じチームでプレーして両者ともにこの年を最後に引退した。

### 記録
記録づくめの1年であった。
- ベーブ・ルースのシーズン60本の本塁打は自身の記録59本(1921年)をしのぐ新記録であった。この本塁打60本は1961年にヤンキースのロジャー・マリスが162試合目に61本を打って破られたが、この時のフォード・フリックコミッショナーの判断で154試合制でベーブ・ルース(60本)、162試合制でロジャー・マリス(61本)という併記の状態でルースの記録は残った。最終的には1991年に公式にロジャー・マリスの61本をシーズン最高記録とすることが決められた。

- ヤンキースのチーム打率.307、本塁打総数158本、三塁打総数103本は今もアメリカンリーグ記録であり、チーム長打率.489は現在もメジャーリーグ記録である。
- パイレーツのロイド・ウェイナーは新人として223安打を打ってルーキー最多安打のメジャーリーグ記録として長く記録されていた。しかしこれより74年後の2001年になって、この年マリナーズに入団したイチローの記録的な安打ペースに、新人王が制定された1947年以前の新人の記録を再調査した結果、1911年にシューレス・ジョー・ジャクソンが233本打ったことが分かり、これを新人の最高記録と認められた。そして2001年のシーズンにイチローが242本打ったので以降はこの242本がルーキー最多安打記録となっている。けれどもロイド・ウェイナーの223本は現在でもナショナルリーグ記録として残っている。

## 最終成績

### レギュラーシーズン
| 順 | チーム                           | 勝利 | 敗戦 | 勝率 | G差  |
| -- | -------------------------------- | ---- | ---- | ---- | ---- |
| 1  | ニューヨーク・ヤンキース         | 110  | 44   | .714 | --   |
| 2  | フィラデルフィア・アスレチックス | 91   | 63   | .591 | 19.0 |
| 3  | ワシントン・セネタース           | 85   | 69   | .552 | 25.0 |
| 4  | デトロイト・タイガース           | 82   | 71   | .536 | 27.5 |
| 5  | シカゴ・ホワイトソックス         | 70   | 83   | .458 | 39.5 |
| 6  | クリーブランド・インディアンス   | 66   | 87   | .431 | 43.5 |
| 7  | セントルイス・ブラウンズ         | 59   | 94   | .386 | 50.5 |
| 8  | ボストン・レッドソックス         | 51   | 103  | .331 | 59.0 |

| 順 | チーム                       | 勝利 | 敗戦 | 勝率 | G差  |
| -- | ---------------------------- | ---- | ---- | ---- | ---- |
| 1  | ピッツバーグ・パイレーツ     | 94   | 60   | .610 | --   |
| 2  | セントルイス・カージナルス   | 92   | 61   | .601 | 1.5  |
| 3  | ニューヨーク・ジャイアンツ   | 92   | 62   | .597 | 2.0  |
| 4  | シカゴ・カブス               | 85   | 68   | .556 | 8.5  |
| 5  | シンシナティ・レッズ         | 75   | 78   | .490 | 18.5 |
| 6  | ブルックリン・ロビンス       | 65   | 88   | .425 | 28.5 |
| 7  | ボストン・ブレーブス         | 60   | 94   | .390 | 34.0 |
| 8  | フィラデルフィア・フィリーズ | 51   | 103  | .331 | 43.0 |

### ワールドシリーズ
- パイレーツ 0 - 4 ヤンキース

| 10/5 – | ヤンキース | 5 | - | 4 |  | パイレーツ |
| 10/6 – | ヤンキース | 6 | - | 2 |  | パイレーツ |
| 10/7 – | パイレーツ | 1 | - | 8 |  | ヤンキース |
| 10/8 – | パイレーツ | 3 | - | 4 |  | ヤンキース |

## 個人タイトル

### アメリカンリーグ
| 項目   | 選手                     | 記録 |
| ------ | ------------------------ | ---- |
| 打率   | ハリー・ハイルマン (DET) | .398 |
| 本塁打 | ベーブ・ルース (NYY)     | 60   |
| 打点   | ルー・ゲーリッグ (NYY)   | 175  |
| 得点   | ベーブ・ルース (NYY)     | 158  |
| 安打   | アール・コームス (NYY)   | 231  |
| 盗塁   | ジョージ・シスラー (SLA) | 27   |

| 項目   | 選手                           | 記録 |
| ------ | ------------------------------ | ---- |
| 勝利   | ウェイト・ホイト (NYY)         | 22   |
| 勝利   | テッド・ライオンズ (CWS)       | 22   |
| 敗戦   | スリム・ハリス (BOS)           | 21   |
| 防御率 | ウィルシー・ムーア (NYY)       | 2.28 |
| 奪三振 | レフティ・グローブ (PHA)       | 174  |
| 投球回 | テッド・ライオンズ (CWS)       | 307⅔ |
| 投球回 | トミー・トーマス (CWS)         | 307⅔ |
| セーブ | ガーランド・ブラクストン (WS1) | 13   |
| セーブ | ウィルシー・ムーア (NYY)       | 13   |

### ナショナルリーグ
| 項目   | 選手                           | 記録 |
| ------ | ------------------------------ | ---- |
| 打率   | ポール・ウェイナー (PIT)       | .380 |
| 本塁打 | サイ・ウィリアムズ (PHI)       | 30   |
| 本塁打 | ハック・ウィルソン (CHC)       | 30   |
| 打点   | ポール・ウェイナー (PIT)       | 131  |
| 得点   | ロジャース・ホーンスビー (NYG) | 133  |
| 得点   | ロイド・ウェイナー (PIT)       | 133  |
| 安打   | ポール・ウェイナー (PIT)       | 237  |
| 盗塁   | フランキー・フリッシュ (STL)   | 48   |

| 項目   | 選手                     | 記録 |
| ------ | ------------------------ | ---- |
| 勝利   | チャーリー・ルート (CHC) | 26   |
| 敗戦   | ジャック・スコット (PHI) | 21   |
| 防御率 | レイ・クレマー (PIT)     | 2.47 |
| 奪三振 | ダジー・ヴァンス (BRO)   | 184  |
| 投球回 | チャーリー・ルート (CHC) | 309  |
| セーブ | ビル・シャーデル (STL)   | 6    |

## 表彰
シーズンMVP
- ナショナルリーグ ： ポール・ウェイナー (PIT)
- アメリカンリーグ ： ルー・ゲーリッグ (NYY)